# Пенськ (гміна)
Гміна Пенськ (пол. Gmina Pieńsk) — місько-сільська гміна у південно-західній Польщі. Належить до Зґожелецького повіту Нижньосілезького воєводства.
Станом на 31 грудня 2011 у гміні проживало 9353 особи.

## Площа
Згідно з даними за 2007 рік площа гміни становила 110.33 км², у тому числі:
- орні землі: 56.00%
- ліси: 34.00%

Таким чином, площа гміни становить 13.16% площі повіту.

## Населення
Станом на 31 грудня 2011:
| Опис     | Загалом | Загалом | Чоловіки | Чоловіки | Жінки | Жінки |
| -------- | ------- | ------- | -------- | -------- | ----- | ----- |
| одиниця  | осіб    | %       | осіб     | %        | осіб  | %     |
| все      | 9353    | 100     | 4665     | 49.88    | 4688  | 50.12 |
| міське   | 5955    | 100     | 2938     | 49.34    | 3017  | 50.66 |
| сільське | 3398    | 100     | 1727     | 50.82    | 1671  | 49.18 |

## Сусідні гміни
Гміна Пенськ межує з такими гмінами: Любань, Новоґродзець, Венґлінець, Зґожелець.